# Jacques Coursil
Jacques Coursil (* 31. März 1938 in Paris; † 26. Juni 2020) war ein französischer Linguist, Sprachphilosoph und Jazzmusiker (Trompete, Komposition).

## Leben und Wirken
Coursil, dessen Familie aus Fort de France auf Martinique stammt, wuchs mit karibischer Musik auf. Ab dem siebten Lebensjahr lernte er Violine, um dann zur Klarinette und schließlich zur Trompete zu wechseln. Von 1958 bis 1961 reiste er durch Westafrika; in Dakar wohnte er im Haus von Leopold Senghor. Zurück in Frankreich, begann er sein Literaturstudium, beschäftigte sich aber nebenher weiter mit Musik. Nach der Ermordung von Malcolm X zog er 1965 nach New York City, wo er bei Maynard Ferguson wohnte. Er studierte Jazz bei Bill Dixon (mit dem er auch im Duo auftrat) und bei Jaki Byard und Komposition bei Noel DaCosta. 1966 arbeitete er mit Sunny Murray (an dessen Album Quintet er auch beteiligt war); bei Proben spielte er kurzzeitig Lead-Trompete im „Arkestra“ von Sun Ra, bevor er mit Bill Dixon, Rashied Ali und Marion Brown auftrat. 1967 hatte Coursil Gelegenheit, eine Schallplatte unter eigenem Namen für ESP-Disk aufzunehmen, an der Marion Brown mitwirkte; sie blieb jedoch wegen eines Rechtsstreit zwischen Coursil und Brown unveröffentlicht. Im selben Jahr schrieb er seine Black Suite im Idiom des Free Jazz, die er 1969 in Paris mit Anthony Braxton und Burton Greene einspielte und die bei BYG Actuel erschien.
1970 kehrte er wieder in die Vereinigten Staaten zurück, wo er sich allmählich von der Musikszene entfernte und sich zunehmend mit Linguistik und Mathematik beschäftigte. In den frühen 1970er Jahren gab er dort auch Französischunterricht; einer seiner Studenten war John Zorn, den er für improvisierte Musik begeisterte. Mitte der 1970er Jahre kehrte er nach Frankreich zurück, wo er seine Studien fortsetzte und zunächst in Linguistik promovierte; darauf aufbauend, die linguistischen Kenntnisse mit denen der Informatik und der Künstliche-Intelligenz-Forschung verknüpfend, legte er noch eine naturwissenschaftliche Promotion vor. Nachdem er zunächst in Caen als Hochschullehrer tätig war, lehrte er ab 1992 als Professor an der Université de Martinique Linguistik und Romanistik (bis zu seiner Emeritierung 2002). Anschließend war er an der Cornell University in Ithaca (New York) und der University of California, Irvine als Gastprofessor tätig.
Ab 2005 war er wieder zunehmend als Musiker tätig. Durch einen erneuten Kontakt mit John Zorn spielte er sein Solo-Album Minimal Brass auf Zorns Tzadik-Label (2005) ein. Auf seinem Album Clameurs setzt er sich mit Texten von Frantz Fanon, Édouard Glissant, Antarah ibn Shaddad (525–608) und Monchoachi (dem als André Pierre-Louis geborenen karibischen Schriftsteller; * 1946) auseinander. 2014 nahm er gemeinsam mit Alan Silva das Album FreeJazzArt: Sessions for Bill Dixon auf.
Coursil war weiterhin an Frank Wrights zweitem Album Your Prayer (1967) und Burton Greenes Album  Aquariana (1969) beteiligt; ferner nahm er mit Jean Rochard und François Tusques auf (1981). Er arbeitete auch mit dem von Archie Shepp gegründeten Label Archieball in Paris zusammen. 2006 wirkte er mit Archie Shepp und Chilly Gonzales an dem Album Identité en crescendo des französischen Rapsängers Rocé mit.

## Veröffentlichungen

### Bücher
- Grammaire analytique du français contemporain. Essai d’intelligence artificielle et de linguistique générale Caen 1992
- La Fonction Muette du Langage Matoury 2000; ISBN 2-84450-090-0

### Diskografische Hinweise
- Black Suite (BYG Actuel, 1969)
- Way Ahead  (BYG Actuel, 1969)
- Minimal Brass (Tzadik, 2005)[4]
- Clameurs (Universal Jazz, 2007)[5]
- Trails of Tears (Universal, 2010)
- Photogrammes (2012, DVD)
- FreeJazzArt: Sessions for Bill Dixon (RogueArt, 2014)
- Hostipitality Suite (Savvy Records, 2020)[6]

## Lexigraphische Einträge
- Todd S. Jenkins: Free Jazz and Free Improvisation: An Encyclopedia. Band 1. Greenwood 2004, ISBN 978-0313333132.